# جوختاک وانک
جوختاک وانک (ارمنی: Ջուխտակ վանք) یک صومعه حواری ارمنی واقع در نزدیک دیلیجان، استان تاووش، ارمنستان می‌باشد. ساخت و ساز این ساختمان سده‌های ۱۱ام و ۱۲ام میلادی. به پایان رسید. این بنا به سبک معماری ارمنی طراحی شده‌است.

## نگارخانه